# M8L8TH
M8L8TH (також М8Л8ТХ) — російсько-український блек-метал-гурт, утворений у 2003 році в місті Твер Олексієм Льовкіним.

## Назва
Російським інформаційно-аналітичним центром «Сова» назва розшифровується як «Молот Гітлера», а наявність двох цифр «8» в назві на думку деяких ЗМІ відсилає до вітання «Heil Hitler» — частиною кодового гасла 14/88.
В інтерв'ю Сергію Іванову, опублікованого 8 травня 2025 року, лідер гурту Олексій Льовкін заявляв, що назва музичного колективу походить від поєднання слів «молот» та «Молох», а прив'язка назви до Гітлера є журналістською вигадкою.
Наявність цифр «8», що заміняють букви «О» в назві гурту за словами Льовкіна є перегорнутими знаками нескінченності.

## Історія

### Заснування (2003—2006)
Гурт виник у російському місті Твер на початку 2003 року і спочатку складався з вокаліста Олексія Льовкіна та бас-гітариста Михайла. Пізніше до них приєднався ударник Іван, лідер тверського метал-проєкту Hagl. Того ж року виходить перший демозапис гурту, а вже влітку колектив дав перші живі виступи у своєму рідному місті. Восени до них приєднався новий гітарист Павло.
У 2004 році M8L8TH записує та випускає на лейблі Stellar Winter дебютний альбом «Чорним крилом». До 2006 року гурт активно виступав у Твері на місцевих блек-метал-фестивалях. На створення дебютного альбому вплинули такі музичні проєкти, як Burzum, Темнозорь і роботи BlazeBirth. У технічному сенсі також вплинула творчість Dissection, фанатом якого був один з гітаристів M8L8TH.
У 2005 році гурт записує концертний альбом «Штурм», випущений у 2006 році на лейблі Lost Reich тиражем 88 копій.

### Арешт Льовкіна (2006—2012)
У 2006 році Олексія Льовкіна заарештовують у справі «тверського угруповання» і звинувачують у збройному нападі. Крім інших звинувачень, лідеру M8L8TH інкримінували три вбивства та один замах на ґрунті національної нетерпимості, які слідству зрештою так і не вдалося довести. Кримінальне провадження надовго зупинило діяльність групи.
Місце Олексія зайняв Іван, який на той момент вже був чинним барабанщиком гурту, проте після запису альбому «Непохитна віра» був усунутий з гурту «за невідповідність ідеології гурту». Разом із ним колектив залишив і один із його засновників — бас-гітарист Михайло.
У 2008 році M8L8TH, спільно з гуртом Нежеголь, утворили творчу та ідеологічну спілку WotanJugend. З 2008 року до нього входять групи M8L8TH, Нежеголь, Orchid, Башня Ледяных Воронов, Whisper of Runes, Норма Реакции, лейбли Lost Reich і Valgriind та Last Divis18n.
У 2009 році, після виходу «Непохитної віри» на російському лейблі Stellar Winter Records, за деякий час гурт розпочав запис спліт-альбому спільно з гуртом Нежеголь. Під час запису нового альбому M8L8TH використовували сесійного барабанщика, а вокальні партії було записано двома особами, які раніше не брали участь у цьому проєкті. У треку «Вартовий лісу» вокал було записано особою з кола WotanJugend. Решту пісень було записано тим самим складом, що й на альбомі «Непохитна віра». На спліті склад гурту Нежеголь розширили завдяки музикантам M8L8TH, сесійному барабанщику та клавішниці.
У 2010 році на Lost Reich Records вийшов збірник «Scent of Blood / Rehearsal 2003 ab». Реліз включав демо 2003 року і запис репетиції.
У 2011 році після постійних перенесень дати релізу, на російському лейблі Lost Reich Records вийшов спліт-альбом «WotanJugend». M8L8TH представили чотири пісні: дві переграні («Відлуння прийдешньої війни» та «Вартовий лісу»), і дві абсолютно нові («Ран і крові полум'я» та «Молот білого вовка»). Нежеголь у новій роботі було відведено чотири треки, які було перезаписано вже за участю музикантів M8L8TH. Спільною роботою гуртів став кавер на пісню українського гурту Сокира Перуна «Ми з тобою, брате».

### Переїзд до України (2012—2022)
Після звільнення вокаліста гурту Льовкіна у 2012 році M8L8TH відновлюють концертну діяльність. 2013 року виходить однойменний сингл «Сльози осені», записаний спільно з гуртом Нежеголь. 21 листопада того ж року тиражем у 1000 копій виходить третій повноформатний альбом, «Сага про чорний марш».
У 2015 році Олексій залишив Росію через переслідування з боку влади та переїхав до України, де продовжив діяльність проєкту з новим складом.
Після двох синглів, «Шторм над Азовом» (2016) та «L. A. H. (Luciferian Aesthetics of Herrschaft)» (2017), у 2018 році M8L8TH випустили мініальбом «Удар милосердя / Coup de grâce» (спільна робота з лідером французького гурту Peste Noire) та четвертий повноформатний альбом «Reconquista» з семи треків на власному лейблі Militant Zone. Альбом мав нове оформлення і містив буклет на 16 сторінок. В тому ж році Лефортовський районний суд Москви заочно санкціонував арешт вокаліста гурту, Олексія Льовкіна, у справі про екстремізм та розпалювання ненависті або ворожнечі.
У 2020 році в експериментальному для себе стилі гурт випускає трек «Onslaught!», створений за мотивами треку «Мій Одаль» і лірики Бориса Кальдрада, і «Did-Dub-Snop» — кавер на трек гурту Темнозорь. У тому ж році виходить трек «Teorassologie» і однойменний міні-альбом, виданий з буклетом і плакатом формату А3.
Після виходу у 2021 році перевидання треку 2011 року «Молот білого вовка» з перезаписаним вокалом, у 2022 році гурт випускає концертний альбом «Libations of the Black Wing». Реліз являє собою запис ювілейного концерту гурту з програмою альбому «Чорним крилом», зіграною в правильному порядку на 15-річчі гурту в 2019 році на сцені Asgardsrei. Відеоряд було змонтовано упереміш із відповідними кадрами концерту M8L8TH 2004 року.

### Після повномасштабного вторгнення Росії в Україну (з 2022)
З початком повномасштабного вторгнення Росії в Україну гурт брав участь у бойових діях на боці України. Зокрема Олексій Льовкін на початку вторгнення воював у складі полку «Азов», а станом на 2024 рік воює у складі Російського добровольчого корпусу у складі ГУР МОУ.
У 2022 році гурт випустив трек «The Black Grave» до майбутнього однойменного альбому. Того ж року вийшов трек «AzovStahl», присвячений героїчній обороні Маріуполя і «Азовсталі» зокрема. Трек є переспівом пісні «Шторм над Азовом» з альбому Reconquista 2018 року українською мовою.
У липні 2023 року гурт презентував свій п'ятий повноформатний альбом «Nekrokrator», випущений в ексклюзивній кам'яній коробці, а у грудні 2024 року — спліт-альбом з трьох пісень «WotanJugend 2.0», записаний разом з Нежеголью.

## Правовий статус
Пісня «Сльози осені» (рос. Слёзы осени) і «Знамена вгору!» (рос. Знамена ввысь) містяться у федеральному списку екстремістських матеріалів Російської Федерації.
У 2018 році Лефортовський районний суд Москви заочно санкціонував арешт лідера гурту, Олексія Льовкіна, за «створення екстремістського співтовариства та розпалювання ненависті чи ворожнечі», а також «приниження людської гідності, у тому числі за використання мережі Інтернет». Згодом виявилося, що справа проти вокаліста M8L8TH була порушена ще у 2014 році і хоча у картці справи не повідомляється про яке саме екстремістське співтовариство йдеться, сам Льовкін вважає, що мова йде про співтовариство WotanJugend. 

## Склад

### Поточні учасники
- Олексій Льовкін (Thuleseeker) — вокал;
- Юрій Павлішин (Naglfar) — бас-гітара;
- Артур Дідора (Rungvar) — ударні;
- Ростислав Павловський (Khladogard) — соло-гітара;
- Дмитро Смальцуга (Lyutobor) — ритм-гітара.

### Колишні учасники
- Михайло — бас-гітара;
- Іван Кокорєв (Swarm) — ударні;
- Павло — гітара;
- Миколай Лотоєв — гітара (брав участь у записі Reh. Demo 2003)[джерело?].

## Дискографія
| Назва                                                       | Видано | Примітки              |
| ----------------------------------------------------------- | ------ | --------------------- |
| Reh. Demo                                                   | 2003   | Демо                  |
| Чёрным крылом                                               | 2004   | Повноформатний альбом |
| Штурм                                                       | 2006   | Концертний альбом     |
| Непоколебимая вера                                          | 2009   | Повноформатний альбом |
| Scent of Blood / Rehearsal 2003 ab                          | 2010   | Збірник               |
| WotanJugend                                                 | 2011   | Спліт-альбом          |
| Слёзы осени                                                 | 2013   | Сінгл                 |
| Сага о чёрном марше                                         | 2013   | Повноформатний альбом |
| Шторм над Азовом                                            | 2016   | Сінгл                 |
| L. A. H. (Luciferian Aesthetics of Herrschaft)              | 2017   | Сінгл                 |
| Удар милосердия / Coup de grâce                             | 2018   | Міні-альбом           |
| Reconquista                                                 | 2018   | Повноформатний альбом |
| Prophecies of Aryan Moon                                    | 2019   | Спліт-альбом          |
| Onslaught!                                                  | 2020   | Сінгл                 |
| Teorassologie                                               | 2020   | Сінгл                 |
| Teorassologie: There Is Nothing More Mystherious than Blood | 2020   | Міні-альбом           |
| Did-Dub-Snop                                                | 2020   | Сінгл                 |
| By the White Wolf's Hammer                                  | 2021   | Сінгл                 |
| Libations of the Black Wing                                 | 2022   | Концертний альбом     |
| The Black Grave                                             | 2022   | Сінгл                 |
| AzovStahl                                                   | 2022   | Сінгл                 |
| Nekrokrator                                                 | 2023   | Повноформатний альбом |
| WotanJugend 2.0                                             | 2024   | Спліт-альбом          |